# Primus inter pares

L'expression latine primus inter pares, signifiant littéralement « premier parmi les pairs », peut avoir un sens en politique et en psychologie.

## Politique
La locution latine primus inter pares désigne une personne qui préside une assemblée sans avoir de pouvoirs propres. On l'emploie pour souligner l'égalité formelle entre les membres ou le fait que les décisions sont prises par consensus, notamment au sein d'un gouvernement.
Historiquement, le princeps senatus du Sénat romain ne portait cette distinction que parce qu'il était autorisé à prendre la parole en premier pendant le débat. Constantin le Grand a reçu le rôle de primus inter pares. Cependant, le terme est également souvent employé ironiquement ou par auto-dérision par des dirigeants ayant un statut beaucoup plus élevé. Après la chute de la République, les empereurs romains ne se désignaient initialement que comme des princeps malgré le pouvoir de vie et de mort sur leurs concitoyens.

### Église orthodoxe
Le patriarche orthodoxe de Constantinople est souvent qualifié de primus inter pares car il n'a aucun pouvoir sur les autres patriarches orthodoxes.

### Théories du pouvoir politique
Chez Hannah Arendt, le leader politique est celui qui est supposé entreprendre le premier, mais sans rester maître absolu de l'initiative ni refuser l'aide des autres pour la mener à bon port. Le leader est compris comme étant un citoyen comme les autres, accepté à la tête de la communauté politique pour entreprendre et agir de concert avec les autres.

## Psychologie
L'effet « primus inter-pares » (effet PIP) est un concept psychologique développé par Jean-Paul Codol en 1975. L'effet PIP amène dans un premier temps le sujet à se situer comme semblable et conforme aux autres, tout en développant dans un second temps une différenciation accrue d'autrui.
Dans ses travaux sur le double comportement (semblable et différent à la fois), Codol montre qu'un sujet peut donner une image positive de lui-même aux autres tout en voulant défendre son originalité individuelle. Pour atteindre ces deux objectifs, le sujet se montre plus conforme que les autres aux normes en vigueur au sein de son groupe. Le sujet est donc « sur-conforme ».
Ce mécanisme de comparaison sociale ne peut avoir lieu qu'au sein de groupes, de préférence de groupes restreints.
Cependant, comme il est aussi le résultat d'une gestion stratégique des individus cherchant à concilier deux buts contradictoires, paraitre acceptable dans un groupe en étant conforme et se démarquer individuellement, on peut le retrouver à tous les étages sociaux étant composés de sous-groupes.